# Arnd Schneider
Arnd Schneider (* 1960) ist ein deutscher Sozialanthropologe.

## Leben
Arnd Schneider erwarb die Abschlüsse Habilitation (Hamburg 2006), PhD (London School of Economics and Political Science 1992) und Magister Artium (Münster 1986). Seit 2007 ist er Professor für Sozialanthropologie an der Universität Oslo. Zuvor war er Dozent für Anthropologie an der University of East London und an der Universität Hamburg.
Seine Forschungsschwerpunkte sind thematisch: zeitgenössische Kunst, visuelle Anthropologie und internationale Migrationen und regional: Sizilien, Argentinien, Paraguay, Uruguay, Ecuador und Mexiko.

## Schriften (Auswahl)
- Emigration und Rückwanderung von „Gastarbeitern“ in einem sizilianischen Dorf. Frankfurt am Main 1990, ISBN 3-631-43245-3.
- Mafia for beginners. Cambridge 1994, ISBN 187416620X.
- Futures lost. Nostalgia and identity among Italian immigrants in Argentina. Oxford 2000, ISBN 3-906765-96-2.
- Appropriation as practice. Art and identity in Argentina. New York 2006, ISBN 1-4039-7314-8.